# Ungstein
Ungstein is een dorp in de Duitse gemeente Bad Dürkheim, deelstaat Rijnland-Palts. Eind 2018 telde het 1.314 inwoners. Het dorp ligt twee kilometer ten noorden van de stad Bad Dürkheim, in het wijnbouwgebied, aan de  noord-zuid lopende Bundesstraße 271, die hier deel uitmaakt van de toeristische route Deutsche Weinstraße. Nog twee km ten noorden van Ungstein ligt Kallstadt.
De Romeinen hebben in het gebied rond Bad Dürkheim sporen achtergelaten. Onder andere  op minder dan een kilometer ten noorden van het huidige Ungstein een grote wijnboerderij, met een villa rustica. Deze heeft ongeveer van het begin van de jaartelling tot het jaar 348 bestaan. De Villa rustica Weilberg werd gereconstrueerd en is thans een archeologisch openluchtmuseum.
Zie verder onder: Bad Dürkheim.